# Autoramas
Autoramas é uma banda de rock brasileira formada no Rio de Janeiro em 1997, sendo uma das mais bem-sucedidas no cenário independente do país.
A banda é liderada por Gabriel Thomaz, fundador e presente em todas as formações da banda.

## História

### 1997-2000: Início e primeiro álbum
O conjunto foi formado por Gabriel Thomaz (guitarra e vocais) que, após se tornar conhecido com seu grupo Little Quail and The Mad Birds e fazer sucesso como compositor de hits de bandas como Raimundos e Ultraje a Rigor, muda-se para Rio de Janeiro e convida seus amigos Nervoso (bateria) e Simone (baixo) para fazer um som batizado em português como "Rock para Dançar", uma mistura da surf music dos anos 60 com a new wave dos anos 80, mais influências de rockabilly, Jovem Guarda e a energia do punk rock, com guitarras com timbres marcantes, baixo distorcido e batidas dançantes.
Em 1998, o baterista Bacalhau entra no lugar de Nervoso, e o grupo faz sua primeira apresentação ao vivo.
Em 2000, sai o primeiro CD, Stress, Depressão & Síndrome do Pânico, produzido por Carlo Bartolini e lançado pelo selo independente Astronauta Discos, com distribuição da multinacional Universal Music. Desse CD saíram músicas como "Fale Mal de Mim" e "Carinha Triste", veiculadas pelas rádios do Brasil inteiro e pela MTV, rendendo uma turnê que foi do Rio Grande do Sul ao Amapá em mais de 80 shows, incluindo uma apresentação no Rock in Rio III.

### 2001-2014: Sucesso e turnês internacionais
Seu segundo CD, Vida Real, foi lançado no fim de 2001. Depois de uma nova turnê pelo Brasil tocando em onze estados, partem para sua primeira turnê internacional no Japão, juntamente com a banda local Guitar Wolf, passando por cinco cidades japonesas. Também é lançado uma coletânea do Autoramas para o mercado japonês, batizada de Full Speed Ahead.
O ano de 2003 marcou o lançamento do terceiro CD, Nada Pode Parar Os Autoramas, pela gravadora independente Monstro Discos. Este álbum ganhou o prêmio London Burning de Música Independente nas categorias "Melhor Banda" e "Melhor Disco" de 2003, e rendeu convites para os principais festivais no Brasil.
Em 2004, o Autoramas parte para sua segunda turnê internacional, na Argentina e Uruguai tocando em três cidades, Montevidéu, Buenos Aires e Rosario, seguida pela terceira turnê internacional, com quatro shows no Chile e Argentina, já com a participação da nova baixista, Selma Vieira. Com a turnê o Autoramas atinge a marca de 96 apresentações naquele ano, incluindo shows em 21 estados brasileiros. É finalizado também o videoclipe da música "Você Sabe", ainda do CD Nada Pode Parar os Autoramas, que ganha alta rotação na MTV e vence três prêmios no VMB de 2005.
Em maio de 2007, após turnê pela Europa, a banda lança seu quarto CD, Teletransporte, pela gravadora Mondo 77.
Selma deixa o grupo em 2008, sendo substituída por Flávia Couri.
No final de 2009 é lançado o CD e DVD MTV Apresenta Autoramas Desplugado. Com isso, a banda se torna a única a produzir um acústico da série MTV Apresenta.
Em outubro de 2010, a banda se apresenta no festival SWU, em Itu/SP.
Em junho de 2011, o Autoramas deu início a um sistema de financiamento coletivo para angariar fundos e finalizar as gravações de seu novo álbum de estúdio, Música Crocante. A arrecadação foi bem-sucedida, e o trabalho foi lançado em outubro do mesmo ano.
Em 2013, o Autoramas se juntou a BNegão para gravar o EP Auto Boogie. Com produção de Frejat, a gravação foi divulgada em formato digital no começo de setembro, com a versão "física" lançada apenas em vinil. O EP foi uma prévia da parceria dos músicos em sua participação no festival Rock in Rio, realizada no dia 14 daquele mês.
Em novembro do mesmo ano o grupo lançou o DVD Autoramas Internacional, também produzido por meio de financiamento coletivo. Gravado em formato de documentário, apresenta registros amadores do Autoramas em turnê por países como Alemanha, Espanha, Inglaterra e Chile, entre outros, intercalados pelos videoclipes de seus álbuns mais recentes.
Em fevereiro de 2014, lançam o videoclipe da música “Domina”, presente no álbum Música Crocante.

### 2015-: Nova formação em quarteto e entrada de Érika Martins
No começo de 2015, o Autoramas anuncia uma nova formação e permanece apenas Gabriel Thomaz (vocais) como membro original, que se junta aos integrantes: Melvin (baixo), Fred Castro (ex-baterista do Raimundos) e Érika Martins (ex-Penélope) na guitarra, percussão, teclados e voz. O ex- baterista Bacalhau saiu para retornar a formação original do Planet Hemp.
Com a nova formação, em maio de 2015, lançam O Futuro dos Autoramas.
No mesmo ano, fizeram mais uma tour internacional passando pelo SXSW nos EUA e pelo México.
Em setembro de 2015, se apresentam na Rock Street do festival Rock in Rio.
Em outubro de 2016 trocam de baterista, sai Fred Castro para entrada de Fábio Lima e partem para décima quarta turnê europeia com Jairo Fajersztajn no baixo. Essa passagem rendeu shows na Alemanha, Áustria e Portugal, onde gravaram um programa para o Canal RTP3. O single "Quando a Polícia Chegar" ficou por 5 meses entre os Top 30 na Rádio Antena3 em Portugal, sua melhor posição foi sétima posição. No Brasil, o single atingiu primeira posição nas principais rádios rock do país. O single "Verão" está há meses nas paradas portuguesas, sua melhor posição foi a segunda colocação.
Em outubro de 2017, lançam o videoclipe de “Problema Seu”, faixa que integra o disco O Futuro dos Autoramas.
Em julho de 2018, saí Libido. O álbum foi eleito o 13º melhor disco brasileiro de 2018 pela revista Rolling Stone Brasil e um dos 25 melhores álbuns brasileiros do primeiro semestre de 2018 pela Associação Paulista de Críticos de Arte. Do álbum, saem os videoclipes para os singles “Sofas, Armchairs and Chairs”, “Stressed Out” e “Ding Dong”.
No final de 2018 é lançado o disco A 300 KM por Hora – Um tributo aos Autoramas, onde 41 artistas independentes arregimentados em 11 estados do Brasil tocam as canções da banda.
Em abril de 2019, se apresentam no Lollapalooza Brasil, em São Paulo.
Em outubro de 2020, lançam o clipe da faixa “Dinâmica de Bruto”, com animação dirigida e desenvolvida pelo cartunista Leandro Franco e participação especial de Luiz Thunderbird.
Em 22 de janeiro de 2022, lançam o álbum Autointitulado, disco adiado por causa da pandemia da Covid-19. O primeiro single do trabalho foi lançado em 2021, a música "A cara do Brasil", parceria com Rodrigo Lima do Dead Fish, que ganhou videoclipe. Na sequencia, já em 2022, saiu o single "Noias normais", música inédita composta por Gabriel Thomaz em parceria com Gustavo Mini. Na sequencia, sai o single “No Dope”, com videoclipe dirigido pelo Nacho Martín.
Ainda em 2022, a banda se uniu a cantora Fernanda Takai em um projeto com canções dos Beatles denominado “Autoramas & Fernanda Takai cantam Beatles”.
Em 2023, a banda anunciou uma pausa e Thomaz lançou um projeto solo.

### 2024-presente: Saída de Érika Martins e retorno com nova formação
No início de 2024, a banda anuncia o retorno e como nova formação, com Gabriel (voz e guitarra), Jairo Fajer (baixo), Igor Sciallis (bateria) e Luma Lumee (teclados, percussão e voz).

## Integrantes

### Atuais
- Gabriel Thomaz: vocais, guitarra (1997 - presente)
- Jairo Fajersztajn: baixo (2016 - presente)
- Luma Garcia: teclado (2024 - presente)
- Igor Sciallis: bateria (2024 - presente)

### Anteriores
- Nervoso: bateria (1997 - 1998)
- Simone do Vale – vocais, baixo (1997 - 2004)
- Selma Vieira: vocais, baixo (2004 - 2008)
- Bacalhau: bateria (1998 - 2015)
- Flávia Couri: vocais, baixo (2008 - 2015)
- Fred Castro: bateria (2015 - 2016)
- Melvin: vocais, baixo (2015 - 2016)
- Érika Martins: vocais, guitarra (2015 - 2023)
- Fabio Lima: bateria (2016 - 2023)

## Discografia

#### Álbuns de estúdio
- (2000) Stress, Depressão & Síndrome do Pânico
- (2001) Vida Real
- (2003) Nada Pode Parar os Autoramas
- (2007) Teletransporte
- (2012) Música Crocante
- (2016) O Futuro dos Autoramas
- (2018) Libido
- (2022) Autointitulado

#### Álbuns ao vivo
- (2009) MTV Apresenta: Autoramas Desplugado

#### Coletâneas
- (2005) RRRRRRROCK!
- (2010) 14 Laps
- (2020) B-Sides & Extras Vol. 1
- (2021) B-Sides & Extras Vol. 2

#### DVDs
- (2009) MTV Apresenta: Autoramas Desplugado
- (2013) Autoramas Internacional